# Rio do Carmo (Minas Gerais)
O rio do Carmo é um curso de água do estado de Minas Gerais, Brasil. É um dos formadores do rio Doce.
As nascentes do rio do Carmo localizam-se na serra do Espinhaço, a uma altitude de aproximadamente 1580 metros, no município de Ouro Preto. Corta a zona urbana de Ouro Preto com os nomes de córrego Tripuí e ribeirão do Funil. Passa a se chamar rio do Carmo ao entrar no município de Mariana.
Em seu percurso, o rio do Carmo atravessa as cidades de Mariana, Acaiaca e Barra Longa. A partir da foz do córrego Batalha, o rio do Carmo separa os municípios de Ponte Nova e Rio Doce até se encontrar com o rio Piranga. É a partir do encontro com o rio do Carmo que o rio Piranga passa a ser chamado de rio Doce.
As águas do rio do Carmo são aproveitadas para geração de energia elétrica em uma Pequena Central Hidrelétrica, a PCH Furquim, situada no município de Mariana, com 6000 kW de potência instalada.